# العلاقات العراقية النيوزيلندية
العلاقات العراقية النيوزيلندية هي العلاقات الثنائية التي تجمع بين العراق ونيوزيلندا.

## مقارنة بين البلدين
هذه مقارنة عامة ومرجعية للدولتين:
| وجه المقارنة                                              | العراق                       | نيوزيلندا                                              |
| --------------------------------------------------------- | ---------------------------- | ------------------------------------------------------ |
| المساحة (كم2)                                             | 437.07 ألف                   | 268.02 ألف                                             |
| عدد السكان (نسمة)                                         | 38.27 مليون                  | 4.24 مليون                                             |
| الكثافة السكانية (ن./كم²)                                 | 87.56                        | 15.82                                                  |
| العاصمة                                                   | بغداد                        | ويلينغتون، أوكلاند                                     |
| اللغة الرسمية                                             | اللغة العربية، اللغة الكردية | لغة إنجليزية، اللغة الماورية، لغة الإشارة النيوزيلندية |
| العملة                                                    | دينار عراقي                  | دولار نيوزيلندي، الجنيه النيوزيلندي                    |
| الناتج المحلي الإجمالي (بليون دولار)                      | 197.72 مليار                 | 205.85 مليار                                           |
| الناتج المحلي الإجمالي (تعادل القوة الشرائية) بليون دولار | 560.73 مليار                 |                                                        |
| الناتج المحلي الإجمالي الاسمي للفرد دولار أمريكي          | 4.94 ألف                     |                                                        |
| الناتج المحلي الإجمالي للفرد دولار أمريكي                 | 15.06 ألف                    |                                                        |
| مؤشر التنمية البشرية                                      | 0.654                        | 0.914                                                  |
| رمز المكالمات الدولي                                      | +964                         | +64                                                    |
| رمز الإنترنت                                              | .iq                          | .nz                                                    |
| المنطقة الزمنية                                           | ت ع م+03:00، ت ع م+04:00     | ت ع م+13:00، ت ع م+12:00                               |

## منظمات دولية مشتركة
يشترك البلدان في عضوية مجموعة من المنظمات الدولية، منها:
| علم المنظمة | اسم المنظمة                        | تاريخ انضمام العراق | تاريخ انضمام نيوزيلندا |
| ----------- | ---------------------------------- | ------------------- | ---------------------- |
|             | الاتحاد الدولي للاتصالات           | 12 نوفمبر 1928      | 3 يونيو 1878           |
|             | مؤسسة التنمية الدولية              | 29 ديسمبر 1960      | 1 أكتوبر 1974          |
|             | منظمة حظر الأسلحة الكيميائية       | ?                   | ?                      |
|             | يونسكو                             | 21 أكتوبر 1948      | 4 نوفمبر 1946          |
|             | الأمم المتحدة                      | 21 ديسمبر 1945      | 24 أكتوبر 1945         |
|             | وكالة ضمان الاستثمار متعدد الأطراف | 6 أكتوبر 2008       | 22 أبريل 2008          |
|             | مؤسسة التمويل الدولية              | 27 ديسمبر 1956      | 31 أغسطس 1961          |
|             | البنك الدولي للإنشاء والتعمير      | 27 ديسمبر 1945      | 31 أغسطس 1961          |
|             | الاتحاد البريدي العالمي            | ?                   | ?                      |
|             | منظمة الشرطة الجنائية الدولية      | ?                   | ?                      |

## أعلام
هذه قائمة لبعض الشخصيات التي تربطها علاقات بالبلدين:
- بهنام عفاص (17 يوليو 1934 – )

## وصلات خارجية
- موقع وزارة الخارجية العراقية
- موقع وزارة الخارجية النيوزيلندية